# Mishone Feigin
Mishone Feigin (* 31. Juli 1990 in Ojai, Ventura County, Kalifornien) ist ein US-amerikanischer Schauspieler.

## Leben
Feigin wirkte in den Theaterproduktionen A Man for All Seasons, Grease, The Laramie Project und The Two Gentleman of Verona mit. 2009 hatte er sein Filmdebüt in den Kurzfilmen Malt und Bittersweet. Im selben Jahr spielte er außerdem in einer Episode der Fernsehserie It’s Always Sunny in Philadelphia mit. 2010 folgte eine Episodenrolle in der Fernsehserie Rules of Engagement. Danach folgten Besetzungen in verschiedenen Kurzfilmen, ehe er 2013 im Fernsehfilm Mingle und 2014 im Spielfilm Menthol Charakterrollen übernahm. 2016 übernahm er eine Episodenrolle in der Fernsehserie Fatales Vertrauen – Dem Mörder so nah und war als Steve in fünf Episoden der Webserie Loch Ness: The Web Series zu sehen. 2017 übernahm er eine größere Rolle in dem B-Movie Alien Convergence – Angriff der Drachenbiester. 2018 hatte er Besetzungen in den Kurzfilmen Miss Broccolini und The Treadmill sowie im Spielfilm Shadow of a Gun.

## Filmografie
- 2009: Malt (Kurzfilm)
- 2009: It’s Always Sunny in Philadelphia (Fernsehserie, Episode 5x07)
- 2009: Bittersweet (Kurzfilm)
- 2010: Rules of Engagement (Fernsehserie, Episode 4x08)
- 2011: Happy Trendy: January 6 (Kurzfilm)
- 2011: Greasy Lake (Kurzfilm)
- 2013: Dormir (Kurzfilm)
- 2013: Mingle (Fernsehfilm)
- 2014: Menthol
- 2015: Kidneys for Sale (Fernsehserie, Episode 1x01)
- 2016: Fatales Vertrauen – Dem Mörder so nah (Unusual Suspects) (Fernsehserie, Episode 8x07)
- 2016: Single Chick (Kurzfilm)
- 2016: Loch Ness: The Web Series (Webserie, 5 Episoden)
- 2017: Sexless (Fernsehserie, Episode 3x04)
- 2017: Tokens (Kurzfilm)
- 2017: The Nine-Ball Corridor
- 2017: Alien Convergence – Angriff der Drachenbiester (Alien Convergence)
- 2018: Miss Broccolini (Kurzfilm)
- 2018: The Treadmill (Kurzfilm)
- 2018: Shadow of a Gun